# Lukasbrücke (Datteln)
Die Lukasbrücke, früher Lucasbrücke, in Dattelns südlichstem Stadtteil Meckinghoven überquert den Dortmund-Ems-Kanal zwischen dem Alten und Neuen Schiffshebewerk Henrichenburg. Sie besitzt zwei Fahrstreifen und beidseitig einen Gehweg. Benannt wurde sie nach dem Besitzer der benachbarten Gaststätte, Josef Lucas. Obwohl es sich bei ihr um eine Behelfsbrücke handelt, ist sie nach einem Dreivierteljahrhundert noch in Betrieb.

## Geschichte
1899 wurde die erste Brücke über den neu gebauten Dortmund-Ems-Kanal fertiggestellt. Sie bestand aus Eisen mit einem Holzbohlenbelag. Namensgeber für diese Brücke war Josef Lucas, dessen Gasthof und Sägemühle sich in der Nähe der Brücke befanden. Bedingt durch das wachsende Verkehrsaufkommen wurde 1933 eine neue Brücke errichtet. Diese war breiter und hatte eine Betonfahrbahn. 1945, gegen Ende des Zweiten Weltkriegs, wurde die Brücke von der deutschen Wehrmacht gesprengt, um so den vorrückenden US-amerikanischen Truppen den Vormarsch zu erschweren. Der Umstand, dass diverse Bombenangriffe den Kanal so sehr beschädigten, dass er bis auf einen Meter Tiefe ausgelaufen war, machte es den Anwohnern möglich, einen schmalen Holzsteg als Notbrücke zu nutzen. Nachdem der Kanal wieder in Betrieb genommen wurde, hat man 1946 als Behelf eine Bailey-Brücke montiert. Sie wurde 1949 durch die heutige Brücke ersetzt.
Diese Brücke war ursprünglich für den Russlandfeldzug gebaut worden zur Überquerung des Dnister, Dnepr oder der Wolga. Da sie nicht zum Einsatz kam, lagerte sie zum Kriegsende auf dem Gelände des Unternehmens Klöckner. Nach dem Entfernen eines Mittelstücks, um sie der Breite des Kanals anzupassen, wurde sie am 25. Februar 1949 für den Verkehr freigegeben.
Die Lukasbrücke steht seit März 2016 unter Denkmalschutz.
Im Juni 2016 gab das Wasserstraßen-Neubauamt in Datteln bekannt, dass im Zuge des Ausbaus des Rhein-Herne-Kanals geplant sei, die Lukasbrücke 2022 abzureißen.